# Pseudancistrus
Pseudancistrus es un género de peces siluriformes perteneciente a la familia Loricariidae, nativo de Sudamérica.

## Morfología
- Existe una variación considerable en el tamaño de las diferentes especies de este género pero, en general, no rebasan los 20 cm de longitud total.
- La mayoría de sus especies son de color gris oscuro, aunque el abdomen es más claro.
- Algunas especies tienen manchas en los costados.
- En general, las aletas son de color similar pero algunas especies tienen bandas en la aleta caudal.[3]

## Hábitat
Las especies de este género viven en corrientes rápidas de agua con fondo de grava, piedras y rocas.

## Distribución geográfica
Se encuentra en las Guayanas, Venezuela y Brasil.

## Taxonomía
Pseudancistrus es un género de la tribu Ancistrini de la subfamilia Hypostominae. Fue descrito por Pieter Bleeker en 1862, y ampliado por Jonathan Armbruster en 2004.

## Especies
Este género tiene 17 especies reconocidas:
- Pseudancistrus barbatus (Valenciennes, 1840) (Bearded catfish)
- Pseudancistrus brevispinis (Heitmans, Nijssen & Isbrücker, 1983)
- Pseudancistrus coquenani (Steindachner, 1915)
- Pseudancistrus corantijniensis de Chambrier & Montoya-Burgos, 2008[5]
- Pseudancistrus depressus (Günther, 1868)
- Pseudancistrus genisetiger Fowler, 1941
- Pseudancistrus guentheri (Regan, 1904)
- Pseudancistrus kwinti Willink, Mol & Chernoff, 2010[7]
- Pseudancistrus longispinis (Heitmans, Nijssen & Isbrücker, 1983)
- Pseudancistrus niger (Norman, 1926)
- Pseudancistrus nigrescens C. H. Eigenmann, 1912
- Pseudancistrus orinoco (Isbrücker, Nijssen & Cala, 1988)
- Pseudancistrus papariae Fowler, 1941
- Pseudancistrus pectegenitor Lujan, Armbruster & Sabaj Pérez, 2007[8]
- Pseudancistrus reus Armbruster & Taphorn, 2008[9]
- Pseudancistrus sidereus Armbruster, 2004
- Pseudancistrus yekuana Lujan, Armbruster & Sabaj Pérez, 2007[8]